# Finn Hågen Krogh
Finn Hågen Krogh, né le 6 septembre 1990 à Hammerfest, est un fondeur norvégien. Il obtient des résultats à la fois en sprint (premier du classement de spécialité dans la Coupe du monde 2015-2016) et en distance, obtenant une médaille de bronze au skiathlon lors des Championnats du monde 2017, où il remporte le titre sur le relais et plusieurs podiums dans des courses à étapes, dont une deuxième place au Tour de ski 2015-2016. 

## Biographie
Lorsqu'il était encore junior, il jouait au football pour le club de Tverrelvdalen IL en troisième division norvégienne et a donc dû faire un choix entre le football et le ski de fond.
Aux Championnats du monde junior 2009, il est médaillé de bronze en relais. Lors de l'édition 2010, il remporte le titre sur cette même épreuve en compagnie de Tomas Northug, Didrik Tønseth et Pål Golberg. Il remporte aussi la médaille de bronze sur le skiathlon.
Il prend part depuis la saison 2011 à la Coupe du monde. Il se révèle avec une seconde place lors des Finales 2011 derrière Petter Northug, mais devant Dario Cologna. Il obtient sa première victoire en relais en novembre 2011. Il refait parler de lui à la suite de sa victoire lors d'une étape du Tour de ski en janvier 2013, lors du sprint de Münstertal. Il est ensuite sur le podium pour la première fois d'une épreuve de Coupe du monde avec une troisième place au sprint libre de Lahti. Pour finir la saison 2012-2013, il est de nouveau deuxième des Finales derrière Petter Northug.
Pressenti pour participer au sprint des Jeux olympiques 2014, il n'est finalement pas sélectionné et ce sont Petter Northug et Ola Vigen Hattestad qui sont choisis à sa place.
Il démarre avec succès la saison 2014-2015, montant sur le podium des deux premières étapes du Nordic Opening à Lillehammer (sprint libre et 10 km libre). Il s'élance ainsi en premier sur le 15 km classique, ultime étape du mini-tour, pour se faire rapidement rattraper par Martin Johnsrud Sundby, mais s'accrochera pour garder la deuxième place à 16 secondes de ce dernier. Une semaine plus tard, il enchaîne par une victoire au sprint libre de Davos. Pas sélectionné pour le Tour de ski cet hiver, il revient en compétition en vue des Mondiaux de Falun et remporte les deux courses disputées à Östersund, le sprint classique et le 15 kilomètres libre. Du fait de la densité du fond norvégien, il n'est pas retenu pour le sprint et le skiathlon des Mondiaux de Falun. Il remporte ensuite le sprint par équipes avec Petter Northug, la star des Mondiaux. En fin de saison, il est récompensé par un petit globe de cristal, celui du sprint devant Eirik Brandsdal.
Il est troisième du Ruka Triple 2015. Il est ensuite deuxième du Tour de ski 2016, derrière Sundby. Durant ce Tour, il gagne le dix kilomètres libre de Toblach. Ensuite deux podiums à Lahti, sur le sprint et le skiathlon renforcent sa position sur le podium du classement général, dont il prend la troisième place après le Ski Tour Canada, où il est neuvième. 
En décembre 2016, il est vainqueur du quinze kilomètres libre à La Clusaz, sa première victoire dans ce format en Coupe du monde.
Lors des championnats du monde de ski nordique 2017 à Lahti il termine quatrième du sprint puis troisième du skiathlon remporté par le russe Sergueï Oustiougov. Il mène également l'équipe de Norvège dont il est le dernier relayer au titre mondial après un duel épique avec la Russie,.
En 2018, malgré son absence sur les podiums au niveau international, il est sélectionné pour ses premiers Jeux olympiques, pour se classer 18e du quinze kilomètres libre à Pyeongchang.
Lors de la saison 2018-2019, il ne fait pas partie des tout meilleurs Norvégiens, se contentant d'un podium individuel en Coupe du monde au sprint libre de Lahti et d'une victoire en relais. Au niveau national, il est de nouveau champion sur le sprint après 2016.

## Palmarès

### Jeux olympiques d'hiver
| Épreuve / Édition   | Sprint                           | Sprint    | 15 km | 15 km                            | Skiathlon 2 × 15 km | 50 km | Relais | Relais    |
| Épreuve / Édition   | libre                            | classique | libre | classique                        | Skiathlon 2 × 15 km | 50 km | Sprint | 4 × 10 km |
| JO 2018 Pyeongchang | Épreuve inexistante à cette date | —         | 18e   | Épreuve inexistante à cette date | —                   | —     | —      | —         |

### Championnats du monde
| Épreuve / Édition           | Sprint                           | Sprint                           | 15 km                            | 15 km                            | Skiathlon 2 × 15 km       | 50 km | Relais               | Relais               |
| Épreuve / Édition           | libre                            | classique                        | libre                            | classique                        | Skiathlon 2 × 15 km       | 50 km | Sprint               | 4 × 10 km            |
| Mondiaux 2013 Val di Fiemme | Épreuve inexistante à cette date | 31e                              | —                                | Épreuve inexistante à cette date | —                         | —     | —                    | —                    |
| Mondiaux 2015 Falun         | Épreuve inexistante à cette date | —                                | 5e                               | Épreuve inexistante à cette date | —                         | —     | Médaille d'or, monde | —                    |
| Mondiaux 2017 Lahti         | 4e                               | Épreuve inexistante à cette date | Épreuve inexistante à cette date | —                                | Médaille de bronze, monde | -     | —                    | Médaille d'or, monde |
| Mondiaux 2019 Seefeld       | 12e                              | Épreuve inexistante à cette date | Épreuve inexistante à cette date | —                                | —                         | —     | —                    | —                    |

Légende :
- : première place, médaille d'or
- : deuxième place, médaille d'argent
- : troisième place, médaille de bronze
- : pas d'épreuve
- — : Non disputée par Krogh

### Coupe du monde
- Meilleur classement général : 3e en 2016.
- 1 petit globe de cristal : vainqueur de la Coupe du monde de sprint en 2015.
- 26 podiums : 
  - 17 podiums en épreuve individuelle : 4 victoires, 9 deuxièmes places et 4 troisièmes places.
  - 9 podiums en épreuve par équipes : 5 victoires, 3 deuxièmes places et 1 troisième place.

#### Courses par étapes
- Tour de ski :
  - 2e en 2016.
  - 5 podiums d'étape dont 2 victoires.
- Nordic Opening : 2 podiums d'étape.
- Finales : 3 podiums d'étape, dont 2 victoires.
- Ski Tour 2020 : 1 podium d'étape.

#### Détail des victoires
| Épreuve / Édition | Sprint | Sprint    | 15 km     | 15 km     |
| Épreuve / Édition | libre  | classique | libre     | classique |
| 2014-2015         | Davos  | Östersund | Östersund |           |
| 2016-2017         |        |           | La Clusaz |           |

Il a aussi remporté le 15 km poursuite des Finales 2011 et 2013 à Falun. Il gagne en 2013 le sprint libre de Val Müstair et en 2016 le dix kilomètres libre de Toblach à chaque fois sur le Tour de ski.

#### Classements en Coupe du monde
| Saison / Épreuve | Saison / Épreuve | Général | Général | Distance | Distance | Sprint | Sprint | Tour de ski depuis 2007 | Finales (Ski Tour Canada en 2016) depuis 2008 | Nordic Opening depuis 2011 |
| ---------------- | ---------------- | ------- | ------- | -------- | -------- | ------ | ------ | ----------------------- | --------------------------------------------- | -------------------------- |
| Saison / Épreuve | Saison / Épreuve | Class.  | Points  | Class.   | Points   | Class. | Points | Tour de ski depuis 2007 | Finales (Ski Tour Canada en 2016) depuis 2008 | Nordic Opening depuis 2011 |
| 2011             | 2011             | 32e     | 243     | 48e      | 53       | 60e    | 30     | -                       | 2e                                            | -                          |
| 2012             | 2012             | 87e     | 50      | 59e      | 42       | 96e    | 2      | -                       | -                                             | 28e                        |
| 2013             | 2013             | 10e     | 545     | 31e      | 159      | 11e    | 174    | 18e                     | 2e                                            | -                          |
| 2014             | 2014             | 21e     | 289     | 28e      | 126      | 16e    | 159    | abandon                 | 32e                                           | 29e                        |
| 2015             | 2015             | 4e      | 870     | 16e      | 231      | 1er    | 479    | -                       | Épreuve inexistante à cette date              | 2e                         |
| 2016             | 2016             | 3e      | 1584    | 4e       | 614      | 3e     | 414    | 2e                      | 9e                                            | 3e                         |
| 2017             | 2017             | 10e     | 660     | 17e      | 273      | 4e     | 323    | Abandon                 | 70e                                           | 8e                         |
| 2018             | 2018             | 32e     | 215     | 30e      | 123      | 36e    | 52     | Abandon                 | -                                             | 13e                        |
| 2019             | 2019             | 31e     | 274     | 46e      | 55       | 13e    | 175    | 20e                     | -                                             | Abandon                    |
| 2020             | 2020             | 28e     | 289     | 25e      | 165      | 38e    | 52     | -                       | ski Tour : 11e                                | -                          |
| 2021             | 2021             | 85e     | 29      | -        | -        | 45e    | 29     |                         | Épreuve inexistante à cette date              | -                          |

### Championnats du monde junior
En deux participations aux Championnats du monde juniors, Finn Hågen Krogh représente un grand espoir du ski de fond norvégien avec trois médailles dont un titre en relais en 2010 et deux médailles de bronze en 10 km en style classique.
| Épreuve / Édition          | Sprint                           | Sprint                           | 5 km                             | 10 km                            | Poursuite 2 × 5 km               | Relais                    |
| Épreuve / Édition          | libre                            | classique                        | libre                            | classique                        | Poursuite 2 × 5 km               | Relais                    |
| Mondiaux 2009 Praz de Lys  | Épreuve inexistante à cette date | Épreuve inexistante à cette date | 8e                               | Épreuve inexistante à cette date | Épreuve inexistante à cette date | Médaille de bronze, monde |
| Mondiaux 2010 Hinterzarten | 12e                              | Épreuve inexistante à cette date | Épreuve inexistante à cette date | 4e                               | Médaille de bronze, monde        | Médaille d'or, monde      |

### Coupe de Scandinavie
- Vainqueur du classement général en 2011.
- 10 podiums, dont 4 victoires.

### Championnats de Norvège
- Champion du sprint en 2016 et 2019.
- Champion du quinze kilomètres libre en 2020.